# Escoffion
Escoffion ist eine aus dem Französischen stammende Bezeichnung einer Kopfbedeckung für Frauen, die zur Zeit der Renaissance in Mode war und das Haar am Hinterkopf zusammenhielt. Sie bestand aus einem häufig über einer größeren Kappe getragenen, bisweilen mit Perlen verzierten Netz.